# Серне (Ер и Лоар)
Серне (фр. Cernay) насеље је и општина у централној Француској у региону Центар (регион), у департману Ер и Лоар која припада префектури Шартр.
По подацима из 2011. године у општини је живело 81 становника, а густина насељености је износила 10,27 становника/km². Општина се простире на површини од 7,89 km². Налази се на средњој надморској висини од 185 метара (максималној 201 m, а минималној 171 m).

## Демографија
| 1962. | 1968. | 1975. | 1982. | 1990. | 1999. | 2011. |
| ----- | ----- | ----- | ----- | ----- | ----- | ----- |
| 51    | 68    | 61    | 73    | 71    | 71    | 81    |

График промене броја становника у току последњих година